# Le Vézier
Le Vézier är en kommun i departementet Marne i regionen Grand Est (tidigare regionen Champagne-Ardenne) i nordöstra Frankrike. Kommunen ligger i kantonen Montmirail som tillhör arrondissementet Épernay. År 2022 hade Le Vézier 184 invånare.

## Befolkningsutveckling
Antalet invånare i kommunen Le Vézier
| Referens: INSEE |